# 隐花马先蒿直立亚种
隐花马先蒿直立亚种（学名：Pedicularis cryptantha sp. erecta）为玄参科马先蒿属下的一个亚种。

## 扩展阅读
- 維基物種上的相關：隐花马先蒿直立亚种